# Magyar–Török Barátság Park
A Magyar–Török Barátság Park (törökül: Macar-Türk Dostluk Parkı) a Szigetvár melletti Csertő egyik jelképévé vált nyilvános emlékpark, amelyet a szigetvári várért és a városért vívott 1566. évi ostrom, a harc során életüket vesztett ellenséges hadvezérek, Zrínyi Miklós és I. (Nagy) Szulejmán szultán, valamint a magyar és török nép közötti megbékélés emlékére alakítottak ki 1994-ben.

## Elhelyezkedése
Szigetvár külterületén, a Kaposvárra vezető 67. számú főútvonal mentén, a városközponttól, illetve a vártól északkeletre, mintegy 3 km-nyi távolságban helyezkedik el. Az egyik korábbi – azóta bizonyítottan megcáfolt – feltételezés szerint itt, az Almás-patak bal partja közelében, attól mintegy 500 m-re állt egykor a szigeti várat ostromló török sereg fővezére, Szulejmán szultán tábora.

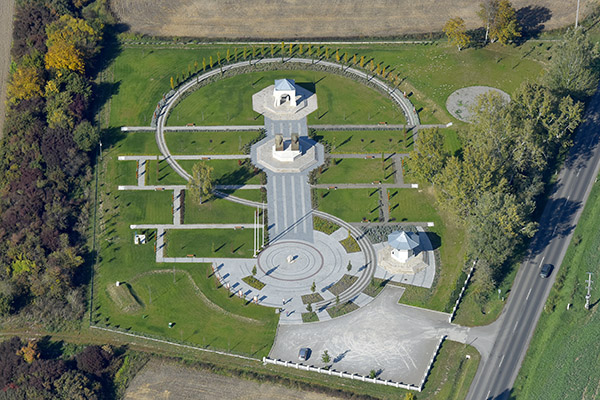
Magyar-Török Barátság Park – légi felvétel

## Történelmi háttér
Az oszmán állam- és hadvezetés részéről a török seregek magyarországi utánpótlási és felvonulási útvonalait veszélyeztető szigetvári erőd elfoglalása stratégiai célként fogalmazódott meg. Szigetvár bevételére az 1565-ben kezdődő, és a negyedik Habsburg–török háborút, egyben az ún. várháborúk korát (1541–1568) lezáró hadjáratsorozat idején került sor.
I. Nagy Szulejmán szultán, aki európai hódításait Bécs megszerzésével kívánta teljessé tenni, serege élén 1566 áprilisának végén indult útnak Isztambulból. Július 19-én Eszéknél átkelt a Dráván, majd a török sereg előrejutását zavaró, Szigetvárról kiküldött csapatok támadásai ellenére, mintegy két héttel később, augusztus 6-án tábort vert a településtől északkeletre fekvő turbéki magaslaton. 
Egy hónappal később, szeptember 5-én sikerült az ostromlóknak elfoglalniuk a külső várat, az addigi harcok során töredékére apadt védősereg – mintegy 600 fő, közülük 200 katona – pedig kénytelen volt visszavonulni a belső várba. Az erőd és a védők sorsa ezzel gyakorlatilag megpecsételődött. 
A következő nap igen jelentős, de a török csapategység megbomlásának elkerülése érdekében, Szokollu Mehmed nagyvezír parancsára titokban tartott eseménye volt az idős Szulejmán szultán halála. A 72 éves korában elhunyt uralkodó belső szerveit a tábor területén eltemették, testét pedig konzerválták, és az ostrom végeztével hazaszállították. Zarándokhellyé váló szigetvári sírhelyének (türbéjének) nyomait a közelmúltban sikerült feltárni az egykori szultáni tábornak helyet adó turbéki-zsibóti szőlőhegyen.
A szorult helyzetben lévő védők nem adták meg magukat, és az ostrom utolsó napján, szeptember 7-én kapitányukkal az élükön kitörtek a belső várból („Zrínyi kirohanása”). A várkapun kilépő Zrínyit szinte azonnal találat érte, fejét a törökök levágták és a Győrben állomásozó, Sziget felmentésére képtelen császári haderő táborába küldték. Seregének maradéka ugyancsak majd mind egy szálig odaveszett.

## Alapítása
A magyar–török megbékélés szimbolikus eseményeiként értékelhető előzmények – a turbéki kegytemplom homlokzatán Szulejmán szultán síremlékének vélt helyére emlékeztető márványtábla avatása 1913-ban, illetve az 1939. évi ünnepségsorozat keretében a város török emlékeinek megjelölése – után az 1980-as években a török kormányzat részéről megszületett a döntés arról, hogy neves szultánjuk születésének fél évezredes évfordulójáról méltó módon megemlékezve szobrot állítanak számára Szigetváron. 
A helyi képviselőtestület egyhangú támogatásával jelképes áron 99 évre bérbe adták a török államnak a város határában azt a területet, amelyet Leandro Anguissola 1689. évi vázlatrajzán „F” jelzettel Szulejmán szultán halálának helyeként jelölt meg, és amit a népi emlékezet török temető néven őrzött meg. Itt, egykori sátrának és halálának akkoriban feltételezett helyén épült meg 1994-ben 40 nap alatt a Magyar–Török Barátság Park, ahol kezdetben Szulejmán szultán óriás bronz szoborportréja és jelképes síremléke kapott helyet. Az emlékhelyet Süleyman Demirel török köztársasági elnök, valamint Fodor Gábor művelődési és közoktatási miniszter jelenlétében avatták fel.

## Látnivalók
A két nép megbékélését hirdető, törökországi kezdeményezés és anyagi hozzájárulás nyomán megszülető emlékpark központi részét a magyar szempontból végzetes 1566. évi ostrom két vezéralakja, a győztes török sereg élén álló Szulejmán szultán és a védelemért felelős, a szeptember 7-i kitörés során életét vesztő Zrínyi Miklós várkapitány nagyméretű domborműves portréi uralják. Mindkettő a hazájában elismert szobrászművésznek számító Metin Yurdanur alkotása. 
A park felavatásakor csak a szultán szobrát állították fel, amely az uralkodó szülővárosa, a Fekete-tenger partján fekvő Trabzonban található eredeti másolata. Később, 1997-ben a török fél jóvoltából elkészült Zrínyi Miklósé is, amit Szulejmán portréja mellett helyeztek el. A Zrínyi-szobor anyaga eredetileg üvegszálas erősítésű műanyag volt. A nagy csata 450. évfordulójának emlékére rendezendő 2016. szeptemberi ünnepségre készülve azonban a török fél Zrínyi személye és haditette előtt tisztelegve vállalta, hogy bronzból önteti ki a hős várkapitány szobrát is. A munkát az alkotó törökországi műhelyében végzik el. A Zrínyi-szobor felújítása mellett a park is teljesen megújul. Ennek szeptemberi megnyitóján a tervek szerint Áder János magyar, Recep Tayyip Erdoğan török és Kolinda Grabar-Kitarović horvát államfő vett volna részt. Az ünnepségen végül 2016. szeptember 7-én, delegációik kíséretében Áder János és Kolinda Grabar-Kitarović mellett Veysi Kaynak török miniszterelnök-helyettes vett részt.
A szoborpár mögött helyezték el Szulejmán szultán nyitott türbét formázó jelképes sírépítményét, bár eredeti síremlékének helyét a legutóbbi időkig a parktól alig több mint 1 km-re keletre elhelyezkedő turbéki kegytemplomnál sejtették. 
E vélekedést alapjaiban ingatta meg az a közelmúltban bejelentett tudományos hír, amely Szulejmán szultán türbéje maradványainak – a Segítő Szűz Mária-templomtól távolabb, a turbéki-zsibóti szőlőhegyen 2015 őszén történt – felfedezéséről számolt be.
A 2013-ban, több tudományterület vizsgalati módszereinek felhasználásával kezdődő intenzív kutatómunka során előbb – a táj egykori felszíni viszonyainak, domborzati jellemzőinek rekonstrukcióját követően – a lehetséges helyszínek közül kizárták a kegytemplomot és az Almás-patak mentén elhelyezkedő Magyar–Török Barátság Park területét, majd a feltételezések szerint a szultán itt eltemetett belső szervei fölé emelt síremlék elhelyezkedésére vonatkozó írásos utalásokból és a régészeti előkészítő munkálatok eredményeiből kiindulva sikerült pontosan behatárolni a türbe helyét. Az ásatás során előkerült, hármas osztatú előcsarnokból és négyzetes központi helyiségből álló épületmaradványt, amelynek az alapfalain kívül egyéb, a szultánnak az isztambuli Süleymaniye-mecsetkomplexum területén található mauzóleuma homlokzatdíszítésével rokonítható építészeti részletei is előkerültek, a hajdani turbéki türbével azonosították.
Az emlékhely 1996-ban díszes kivitelű ivókúttal, azaz csesmével bővült, melynek összes építő és burkolóanyaga Törökországból származik.
A parkban a Zrínyi Emlékünnepség egyik kiemelt programjaként minden évben beszédet mond a török nagykövet, az itteni megemlékezésen részt vesznek a szigetvári hagyományőrzők és a csáktornyai Zrínyi Gárda tagjai is.